# توني كولين
توني كولين (بالإنجليزية: Tony Cullen)‏ هو لاعب كرة قدم بريطاني في مركز نصف الجناح، ولد في 30 سبتمبر 1969 في غيتسهيد في المملكة المتحدة. لعب مع نادي دونكاستر روفرز.